# Austin Augustus King

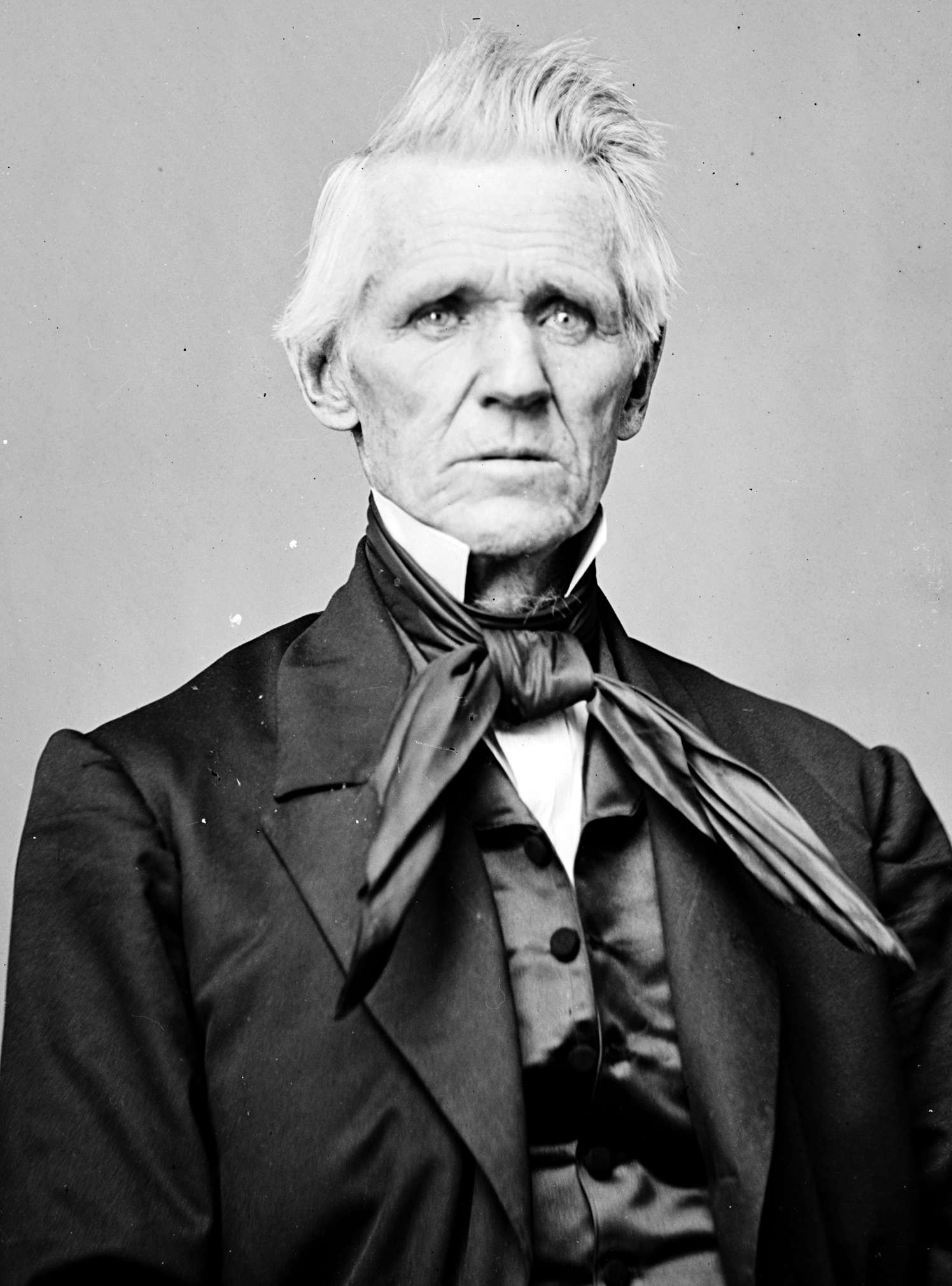
Austin Augustus King

Austin Augustus King (* 21. September 1802 im Sullivan County, Tennessee; † 22. April 1870 in St. Louis, Missouri) war ein US-amerikanischer Politiker (Demokratische Partei) und von 1848 bis 1853 der zehnte Gouverneur von Missouri. Diesen Bundesstaat vertrat er außerdem im US-Repräsentantenhaus.

## Frühe Jahre und politischer Aufstieg
Austin King besuchte die öffentlichen Schulen seiner Heimat in Tennessee. Nach einem anschließenden Jurastudium wurde er im Jahr 1822 als Rechtsanwalt zugelassen. Danach arbeitete er in diesem Beruf zunächst in Jackson und dann nach einem 1830 erfolgten Umzug in Columbia (Missouri). Während des Black-Hawk-Krieges war King Oberst der Armee.
In den Jahren 1834 und 1836 saß King als Abgeordneter im Repräsentantenhaus von Missouri. Zwischen 1837 und 1848 war er Richter im fünften Gerichtsbezirk seines Staates. Am 7. August 1848 wurde er als Kandidat seiner Partei zum neuen Gouverneur von Missouri gewählt, wobei er sich mit 59 Prozent der Stimmen gegen den Whig James S. Rollins durchsetzte.

## Gouverneur und Kongressabgeordneter
King trat sein neues Amt am 20. November 1848 an. In seiner Amtszeit wurden acht weitere Countys in Missouri geschaffen. Damals wurde auch die erste Überlandlinie der Postkutsche in Betrieb genommen. Eine Nervenheilanstalt wurde eröffnet. Ebenfalls in dieser Zeit begann die Pacific-Railroad-Eisenbahngesellschaft mit den Planungen zur eisenbahntechnischen Erschließung des Staates.
1852 scheiterte ein erster Versuch, in den Kongress gewählt zu werden. Im Jahr 1860 war King Delegierter zu den Democratic National Conventions in Baltimore und Charleston. Schon im Jahr 1855 nahm er als Delegierter an einer Konferenz der Sklavenhalter teil, die in Lexington stattfand. Diese Konferenz setzte sich für die Sklaverei im Kansas-Territorium ein, was die dortige Situation anheizte und zu den Spannungen in diesem Gebiet beitrug.
Zwischen 1862 und 1863 war King wieder als Richter tätig und zwischen 1863 und 1865 war er Abgeordneter im US-Repräsentantenhaus. Nachdem seine Wiederwahl gescheitert war, zog er sich aus der Politik zurück. Er starb am 22. April 1870 in St. Louis. Austin King war zweimal verheiratet.